# ヒルドセラス科
ヒルドセラス科（学名：Hildoceratidae）は、前期ジュラ紀、前期プリンスバッキアン（ジェームソニ帯）から前期バッジョシアン（おそらく後期バッジョシアンまで）に生息したアンモナイトの科で、一般に強い肋のある殻を持っている。ヒルドセラス科は、ハマトセラス科（ = フィマトセラス科）、グラフォセラス科、およびソンニニテス科等とヒルドケラト上科を構成する。
20世紀後半には7亜科が含まれるようになったが、その主な亜科は アリエチセラス亜科、ハルポセラス亜科、ヒルドセラス亜科で、他の論文にあるPart Lでは、これに加えてボウレイセラス亜科、グラモセラス亜科、トメトセラス亜科が追加されていた。Donovan et al. (1981)は、これらに加え、当時グラフォセラス科に含まれていたレイオセラス亜科を加えた。現在、レイオセラス亜科はグラフォセラス科に再分類され、ヒルドセラス科には新しく設立されたレウカディエラ亜科とプロトグラモセラス亜科が追加されており、Donovan et al. (1981)はこれをハルポセラス亜科の一部としている。
ヒルドセラス科は、エオデロセラス上科の科であるポリモルフィテス科から派生し、ハマトセラス科とグラフォセラス科を派生させた。

ヒルドセラス科の亜科のおおよその生息範囲と進化関係。